# Fehér zászló

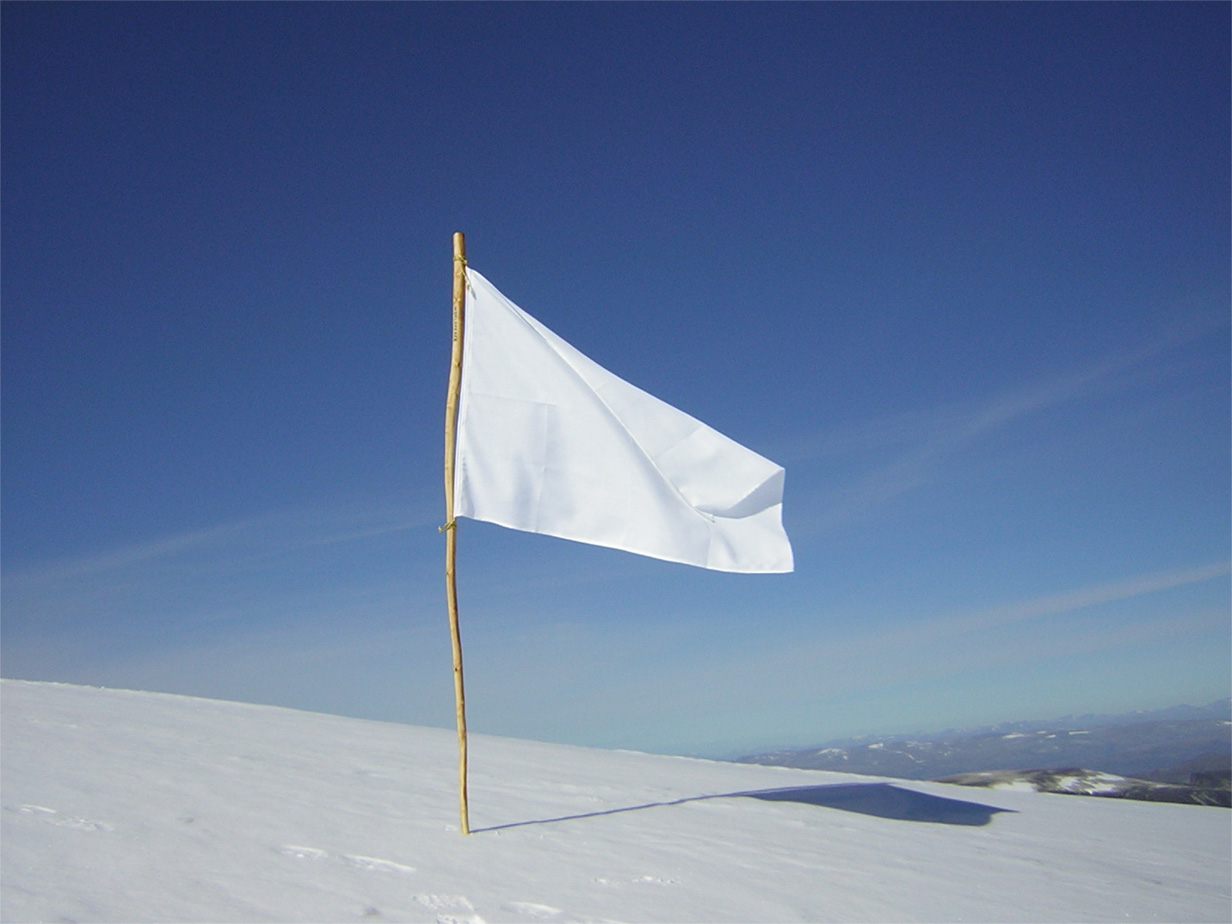
Fehér zászló

A fehér zászlónak több jelentése ismert attól függően, hogy melyik történelmi időben, illetve melyik földrajzi területen vizsgáljuk. 

## A megadás és fegyverszünet egyezményes jele
Háborús felek között általánosan elismerten a megadás vagy a fegyverszünet jeleként ismert a legtöbbek számára. Megadás esetén védelmet hordozó kifejezést tudhatunk neki és a konfliktus megoldásához szükséges elemként kezeljük, melyet általában a gyengébb fél használ annak kifejezésére, hogy elismeri vereségét. A genfi egyezmények alapján az a személy – esetlegesen csoport (katonai alakulat) –, amely fehér zászlót lenget, vagy saját zászlójelét erre cseréli, azokra lőni nem szabad, illetve a tüzelést a másik félnek ilyen esetben be kell szüntetnie. A hadijog szerint, aki ezt a szabályt megszegi azt háborús bűnösnek kell nyilvánítani.

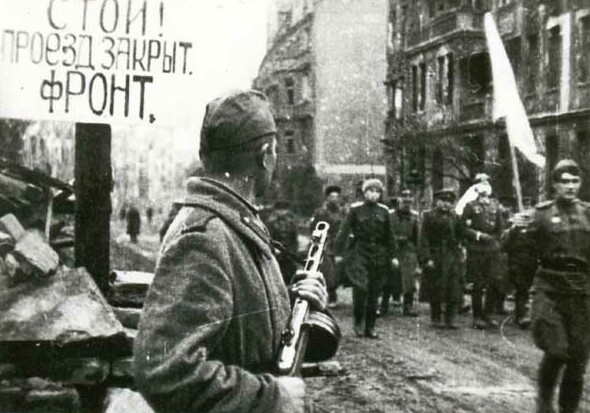
Német katonák megadják magukat

## Első történelmi hivatkozásai
Első írásos említést a zászló használatával kapcsolatban a korai Han-dinasztia esetében találhatunk i. e. 25-220 körül. A Római Birodalomban Publius Cornelius Tacitus említi, hogy megadás jeleként használta i. e. 109-ben a római légió. Ezen előzmények után terjedt el használata és vált általánossá a harcoló felek között mint a megadás jele a világban.

### Omajjád-dinasztia idején
Az Omajjád-dinasztia i. sz. 661–750 között az akkori iszlám világ vezetője volt. Uralkodói használták a fehér színt jelképük részeként és ezzel együtt a fehér zászlót is, melyet a badri csata emlékére Mohamed próféta tiszteletére viseltek. Ezzel egyébként meg is különböztették magukat az abbászídáktól, akik hagyományosan fekete színeket használtak. Pán-arab szín is lett emiatt a fehér, és több arab ország zászlajában megtalálható.

### Pán-arab színű zászlók

Egyiptom zászlaja
Irak zászlaja
Jordánia zászlaja
Kuvait zászlaja
Palesztina zászlaja
Szomáliföld zászlaja
Szudán zászlaja
Szíria zászlaja
Az Egyesült Arab Emírségek zászlaja
Nyugat-Szahara zászlaja
Jemen zászlaja

### Az Ancien Régime Franciaországában

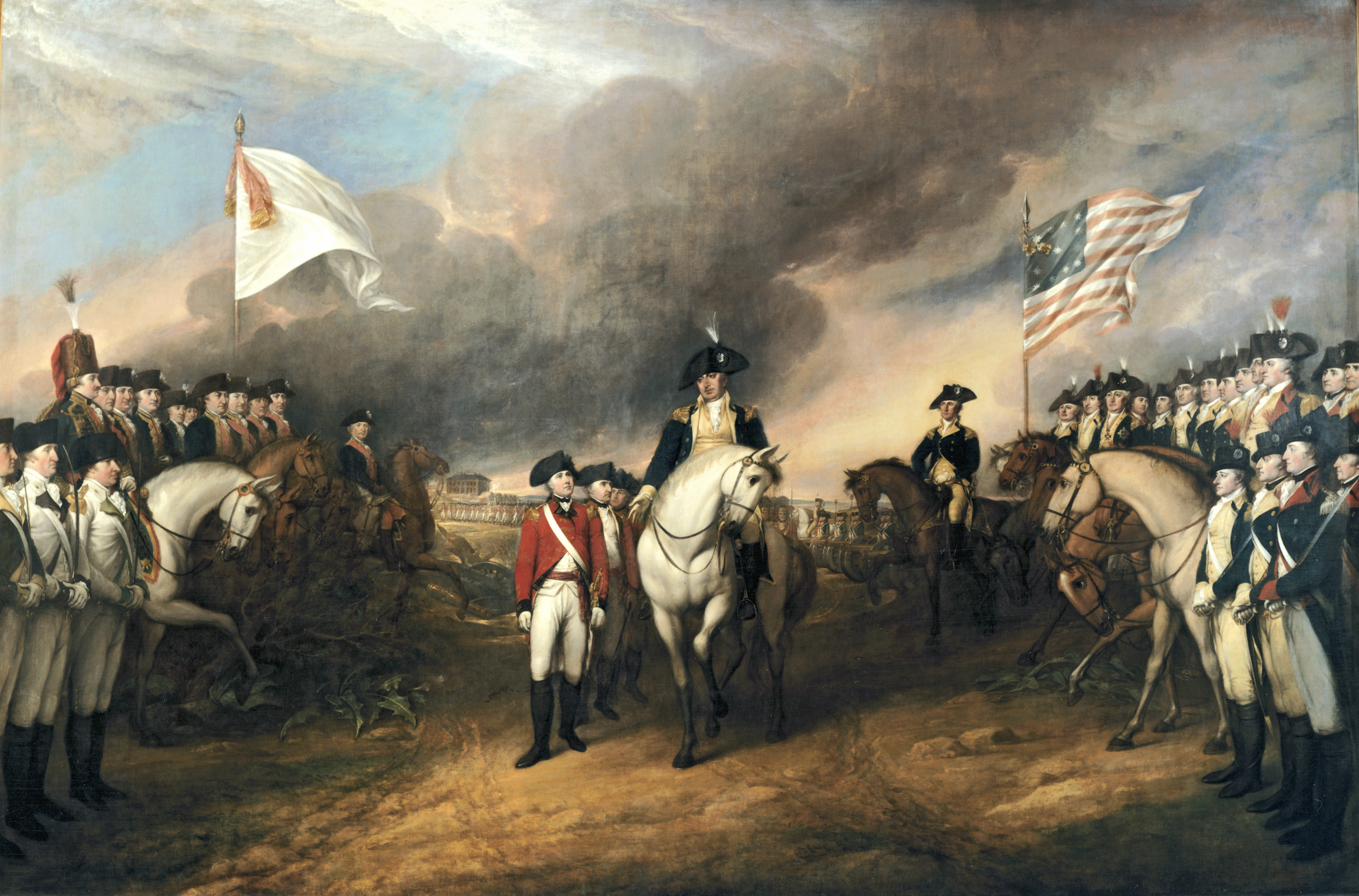
Francia csapatok a fehér monarchista zászló alatt Amerikában

Az ancien régime Franciaországában a XVII. század kezdetén királyi jelkép volt a Bourbon-liliomos (franciául fleur-de-lis) tiszta fehér zászló. A fehér színt használták a katonai parancsnokok jelölésére is a francia hadseregben. Ez tulajdonképpen egy fehér szalag volt, amelyet az ezred zászlójához is tűztek esetenként, annak érdekében, hogy könnyebben lehessen felismerni a saját csapatokat a harcmezőn. Érdekesség, hogy az Amerikai függetlenségi háborúban harcoló francia csapatok is fehér zászló alatt vonultak hadba. A fehér zászló mellőzése 1830-ra datálható, hiszen a júliusi forradalomtól már a ma is ismert francia trikolort használják.

### Vallási és törzsi használatai
Az idők során több fehér színhez és zászlóhoz kapcsolódó használattal is találkozhatunk. A buddhizmust követő országokban a gyász jeleként használják a fehér színt, így tehát a zászlókat is ilyen alkalomkor teszik ki. Modern kori használatában szintén a már fentebb említett vallási eredet miatt az afganisztáni talibán harcosai is használják a tisztaságuk és becsületük kifejezésének jeleként. Korai fehér zászló használóiként megemlíthető a japán Minamoto klán szamurájai is, akik az 1180–1185 közötti háborújuk során fehér zászló alatt harcoltak a velük szemben álló és piros zászló alá tartozó Taira klánnal.

### Mao Ce-tung és a fehér zászló
Mao Ce-tung a Kínai társadalom osztályainak elemzésekor két nagy gigászi erő a nemzeti burzsoázia és a kommunizmus esetében használja a zászlókat megkülönböztetésként. Ez a két zászló a forradalmi vörös zászló, és ezt szerinte a III. Internacionálé emelte magasra, amely a világ minden elnyomott osztályát arra hívja fel, hogy egyesüljön alatta. A másik természetesen ellenforradalmi fehér zászló, melyet a Népszövetség tűzött ki és itt sorakoznak a világ ellenforradalmi erői. A XX. század első felében így a Magyarországi Tanácsköztársaság is a kommunista vezetéssel véghezvitt forrongások során a fehér és a vörös megkülönböztetést a forradalmi vörös seregek és az ellenük harcoló ellenforradalmár (fehér) erők megkülönböztetésére használták.

### Sportban használatos fehér zászlók
Több sportágban használnak különböző színű zászlókat, így autós versenyeken is. A híres IndyCar Series versenyeken például a fehér zászlót az utolsó kör előtt álló vezető pozícióban lévő versenyzőnek intik be. A Gall labdarúgásban és a hurlingban a fehér zászló jelzi a pontszerzést.